# 图镇 (热尔省)
图镇（法語：Thoux）是法国热尔省的一个市镇，属于欧什区（Auch）科洛涅县（Cologne）。该市镇总面积6.12平方公里，2009年时的人口为223人。

## 人口
图镇人口变化图示